# Glen Stewart Godwin
Glen Stewart Godwin (Miami, 26 de junho de 1956) é um criminoso estadunidense. Está sendo procurado por escapar da prisão Folsom State Prison (localizado em Folsom) em 1987, onde ele estava servindo uma longa pena por homicídio. Mais tarde, em 1987, Godwin foi preso por tráfico de drogas em Puerto Vallarta, México. Depois de ser condenado, ele foi enviado para uma prisão em Guadalajara. Em abril de 1991, Godwin alega ter assassinado um colega preso e, depois, fugiu cinco meses mais tarde.
Glen Stewart Godwin é o 3° foragido mais procurado do Federal Bureau of Investigation (FBI), a recompensa oferecida por informações que levem à detenção de Godwin chega a 100 mil dólares.